# Diga di Ağcaşar
La diga d'Ağcaşar è una diga della Turchia. Si trova nella provincia di Kayseri.